# Чишмикиой
Чишмикиой (рум. Cişmichioi, гаг. Çeşmäküü, Чешмякюю, от слов “Çeşmä” (в переводе — «родник») и «küü» («село»), т.е. означает «Родниковое село») — село в Молдавии в составе автономного территориального образования Гагаузия.

## История
Село Чишмикиой Вулканештского района было основано в 1809 году. Группа переселенцев гагаузов в количестве 16 семей получили разрешение от генерал-губернатора Бессарабского края России поселиться между сёлами Вулканешты, Этулия и Джурджулешты в стыку двух склонов в пяти километрах от озера Кагул. Здесь переселенцы под левым склоном нашли источник воды (чешмя) и поселились возле него и своё село назвали Чишмикиой, что в переводе на русский язык означает «место у источника».
Чишмикиой во время аннексии Румынией входил в составы Измаильского уезда, а затем в состав Кагульского уезда.

## Село сегодня
На сегодняшний день в селе Чишмикиой проживает 5200 человек. Количество домов в селе 1540: из них оборудованных газом 1303, телефоном 1140. Территория села занимает площадь 653 га. Общая площадь земель составляет 9418 га. В селе функционируют два учебных заведения – лицей и гимназия, в которых обучаются 670 учащихся, а также 5 детских дошкольных учреждений.
Широко развита художественная деятельность при Доме культуры, построенный в 1957-1958 гг. В селе имеется музей, музыкальная школа, библиотека, центр здоровья, аптека.

## Экономика
Экономика села ограничивается обработкой сельскохозяйственных земель и торговлей. Сельскохозяйственный потенциал села достаточно высок (освоено около 86% земельного фонда села). На территории села зарегистрировано 116 экономических агентов, в том числе действующих 79, из них: 46 сельскохозяйственных предприятий, 3 предприятия промышленности и переработки (1 маслобойня 1 мельница, 1 мини пекарня), 32 торговых предприятия, 20 смешанных магазинов, 3 промышленных магазина, 1 заправка и прочие. Проблемой села остаётся безработица (21%) и трудовая миграция (14%).
Основа доходов местного бюджета – собственные доходы, состоящие из налога на имущество, местных налогов и сборов. Дефицит местного бюджета колебался от 173,2 тыс. лей в 2013 г. до 83,3 тыс. лей в 2015 г.

## Водные ресурсы
Общей характеристикой для всего региона АТО Гагаузия является ограниченный доступ к качественным ресурсам питьевой воды и воды для ирригации. Водные ресурсы села Чишмикиой представлены поверхностными и подземными водами. Поверхностные источники воды ограничены.
Поверхностные воды
Поверхностные воды села Чишмикиой представлены проходящими через село каналами и небольшими озёрами. Ближайшими крупными водоёмами являются река Кагул которая протекает в 3 км восточнее села и озером Кагул, расположенным в 4 км юго-западнее населённого пункта. Поверхностные воды не могут использоваться для обеспечения жителей города питьевой водой.
Подземные воды
Подземные воды в селе Чишмикиой характеризуются превышением предельно допустимых концентраций соединений, таких как фтор, бор, натрий и сероводород. Вместе с этим, вода из подземных источников является единственно возможным вариантом водоснабжения села. Подаётся населению при помощи артезианских скважин и шахтных колодцев. Население так же использует родники.

## Экология
В 7 км от с. Чишмикиой и 12 км от озера Кагул (граница с Украиной), на закрытой территории площадью 2,3 га расположен могильник ядохимикатов, где хранится от 4 до 18 тысяч тонн высокотоксичных препаратов, содержащих мышьяк, ртуть, цинк, «парижскую зелень», хлорорганические и другие вещества, завезённые со всех районов республики в период с 1978 по 1987 годы. Также, согласно межправительственному соглашению между МССР и УССР, здесь был захоронен пришедший в негодность креозот, доставленный из южных районов Украины.
Пришедшие в негодность пестициды, химические удобрения и вещества захоронены на глубине 7-8 метров в 14-ти специально оборудованных бункерах. В период с 1999 по 2014 годы на территории захоронения были проведены полевые обследования, в результате которых, были обнаружены следы 7 стойких органических загрязнителей в количестве, превышающих предельно допустимую концентрацию. Отмечается так же, что остатки изомера o.pʹ-DDT обнаруживались на протяжении всех лет обследований.
Согласно сделанной специалистами оценке, ядохимикаты сохранят свои опасные свойства в течение нескольких столетий и при возможных утечках в подземные воды могут представлять опасность для территорий других государств.
В мае 2020 года Национальное агентство по безопасности пищевых продуктов Молдавии инициировало перед Министерством сельского хозяйства, регионального развития и окружающей среды вопрос передачи полигона с ядохимикатами на баланс примэрии села. Местным советом села Чишмикиой в приёме на баланс полигона было отказано в связи с отсутствием средств для содержания, мониторинга объекта и проведения анализов.